# Neuer Teich (Solling)
Der Neue Teich ist ein mitten im Solling etwa 10 km südwestlich von Dassel (Landkreis Northeim, Niedersachsen) gelegener ehemaliger Floßteich.

## Geographie
Der Teich liegt an der L 548 zwischen Dassel und Uslar und gehört zum gemeindefreien Gebiet dieses Mittelgebirges, im Landkreis Northeim. Er liegt in einer Senke zwischen den bewaldeten Erhebungen Hahnenbreite (452 m) und Großer Mittelberg (383 m).
Das Stillgewässer wird aus einem unbenannten Bach gespeist. Sein Wasser entstammt dem westlich gelegenen Wassereinzugsgebiet, das zum Teil aus Hangquellmoor besteht und zugleich Quellgebiet des abfließenden Baches ist, der Ilme.

## Geschichte
Der Neue Teich wurde 1737 nach dem Lakenteich als zweiter von zwei benachbarten Floßteichen neu angelegt und daher auch so benannt. Zweck war die Erleichterung des Transportes von Buchen- und Eichenholz durch die Ilme in an der Leine gelegene Orte. Seitdem diese Nutzung wie beim Lakenteich eingestellt ist, gehört der Neue Teich zu den Naherholungsgebieten der umliegenden Städte. Wanderer nutzen den Neuen Teich als Ausgangspunkt für Waldwanderungen.
Das Niedermoor im Quellgebiet, das zur Wassereinspeisung in den Teich beiträgt, befindet sich in einer mehrjährigen Renaturierungsphase. Zu diesem Zweck wurden ihm zahlreiche Bäume entnommen, sodass nur ihre Stümpfe verblieben sind. Auch durch Schließen von Drainagegräben wurde der Vernässungzustand verbessert.

## Flora und Fauna
Fichten, Birkengewächse und einige Sträucher säumen den Neuen Teich. Am westlichen Uferbereich blüht im Sommer die Sumpf-Schwertlilie auffällig.
Zudem bietet der Neue Teich wie der Lakenteich Amphibien und Libellen Lebensraum. Im Rahmen einer Bestandsuntersuchung wurden folgende Libellenarten nachgewiesen: Gemeine Binsenjungfer, Glänzende Binsenjungfer, Frühe Adonislibelle, Gemeine Becherjungfer, Hufeisen-Azurjungfer, Torf-Mosaikjungfer, Blaugrüne Mosaikjungfer, Große Königslibelle, Glänzende Smaragdlibelle, Vierfleck, Plattbauch, Gefleckte Heidelibelle, Große Heidelibelle, Östliche Moosjungfer und Kleine Moosjungfer. In dem umgebenden Wald kommen kaum Libellen vor, selbst in dem unweit nördlich gelegenen Friedrichshäuser Bruch konnte mit der Großen Heidelibelle nur eine Art nachgewiesen werden, sodass die Teiche im Solling Inselcharakter haben. Um die verbindende Funktion zu verbessern, die die aus dem Neuen Teich abfließende Ilme für zahlreiche Arten hat, wurden die Fichten im teichnahen Flussabschnitt um 2010 gefällt und stattdessen einige Kastanien gepflanzt.

## Bildergalerie

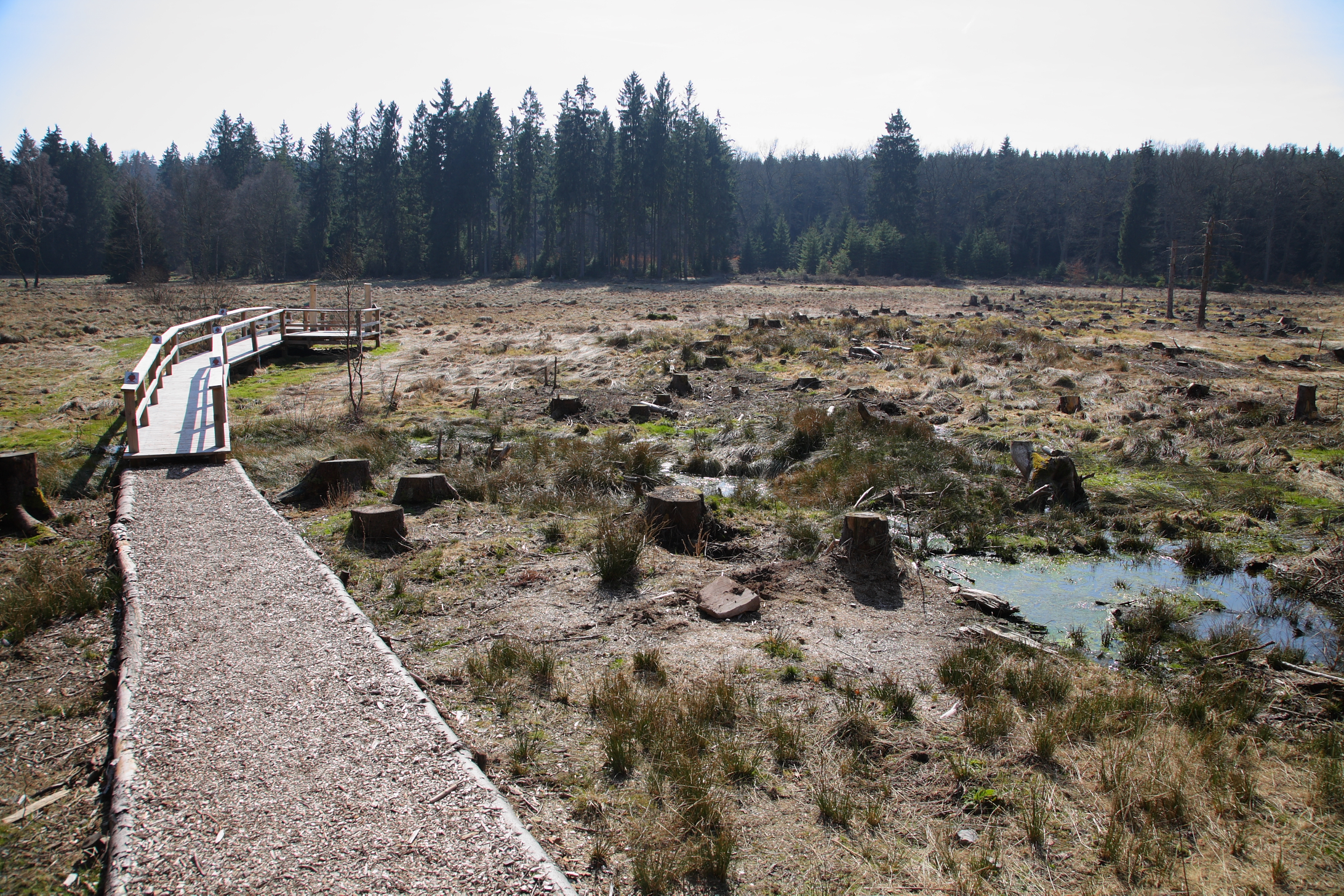
Steg zur Wasserstands-beobachtung im westlich gelegenen Hangquellmoor
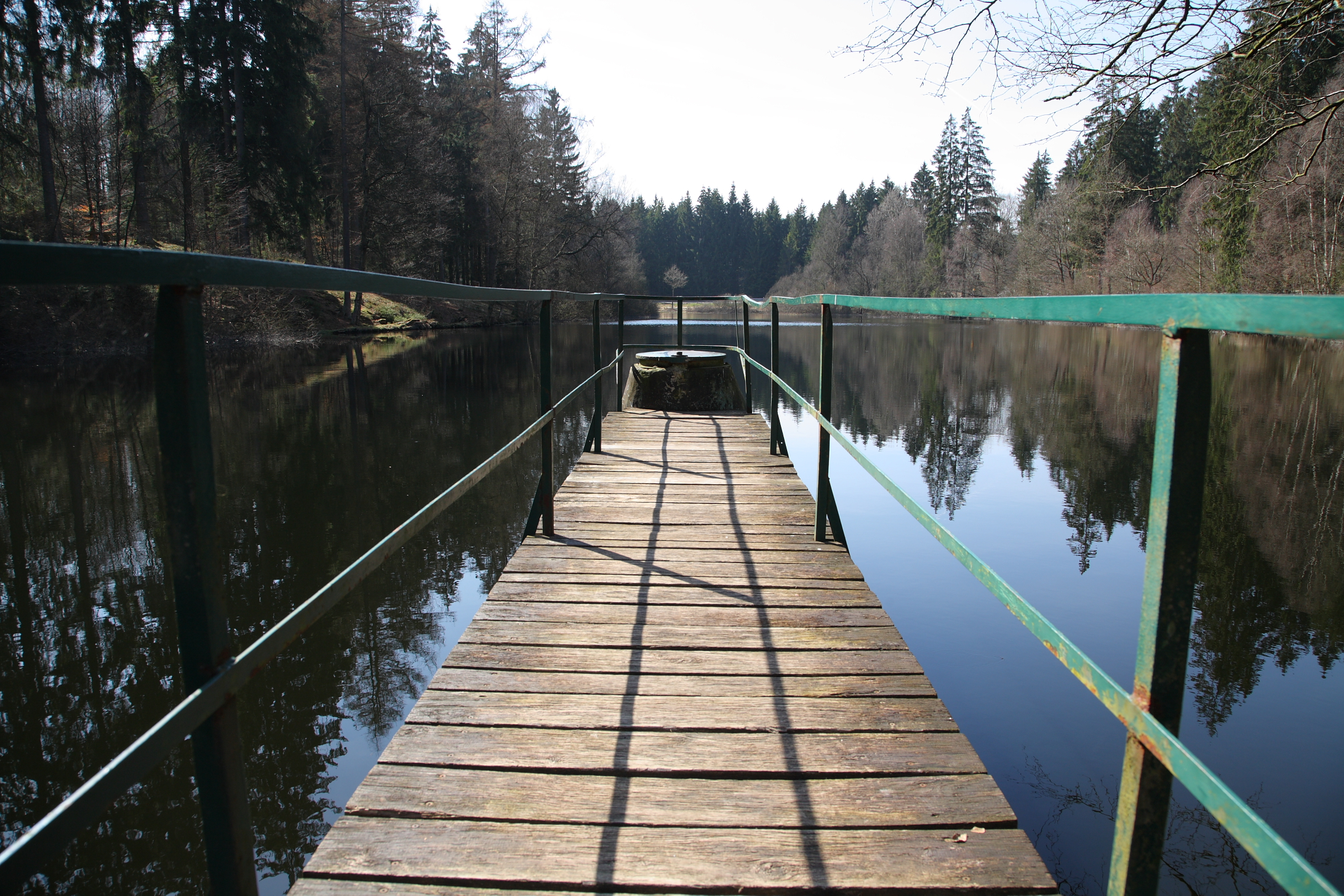
Steg zum Überlaufbauwerk
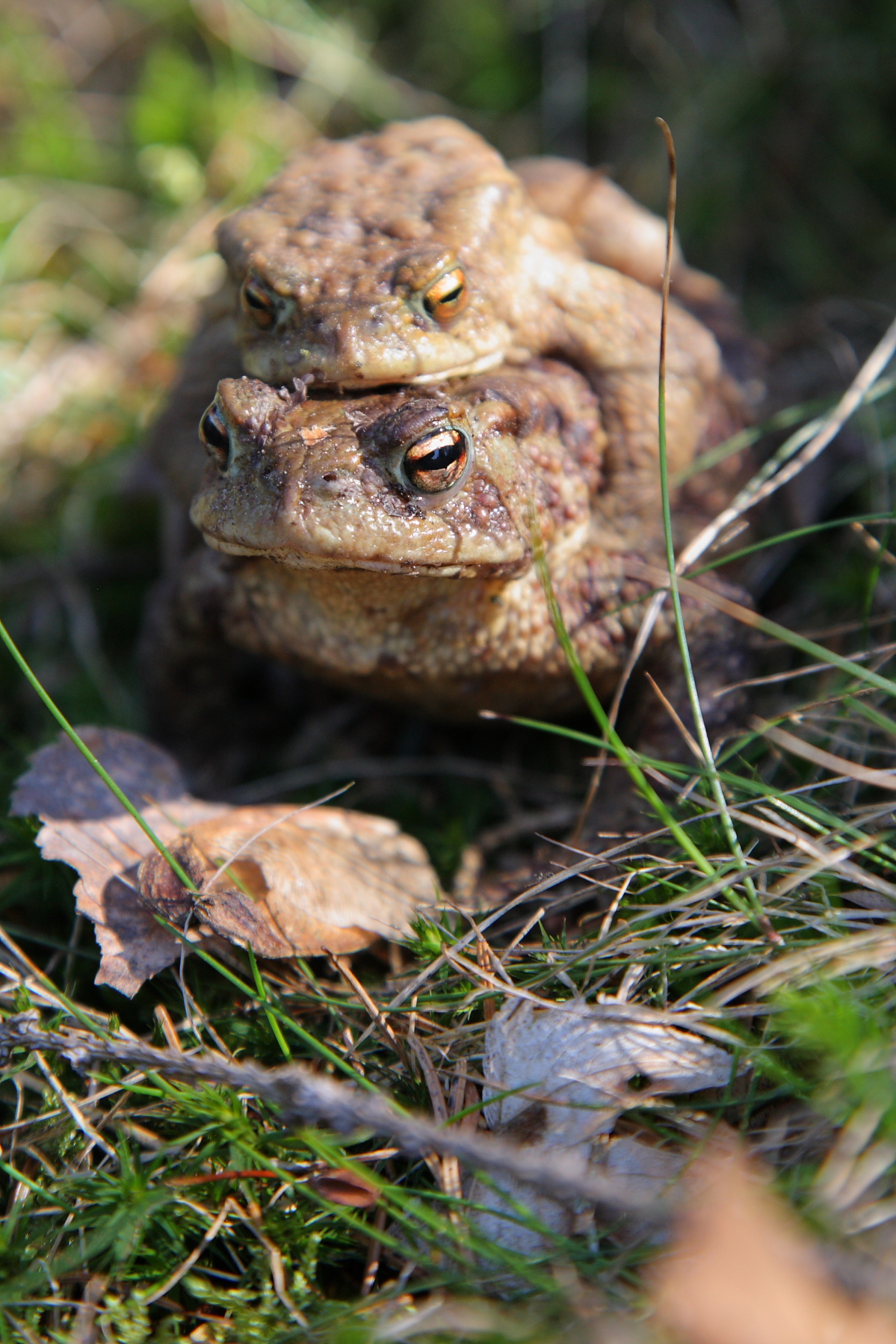
Ein Amphibienpaar auf der Laichwanderung am Neuen Teich
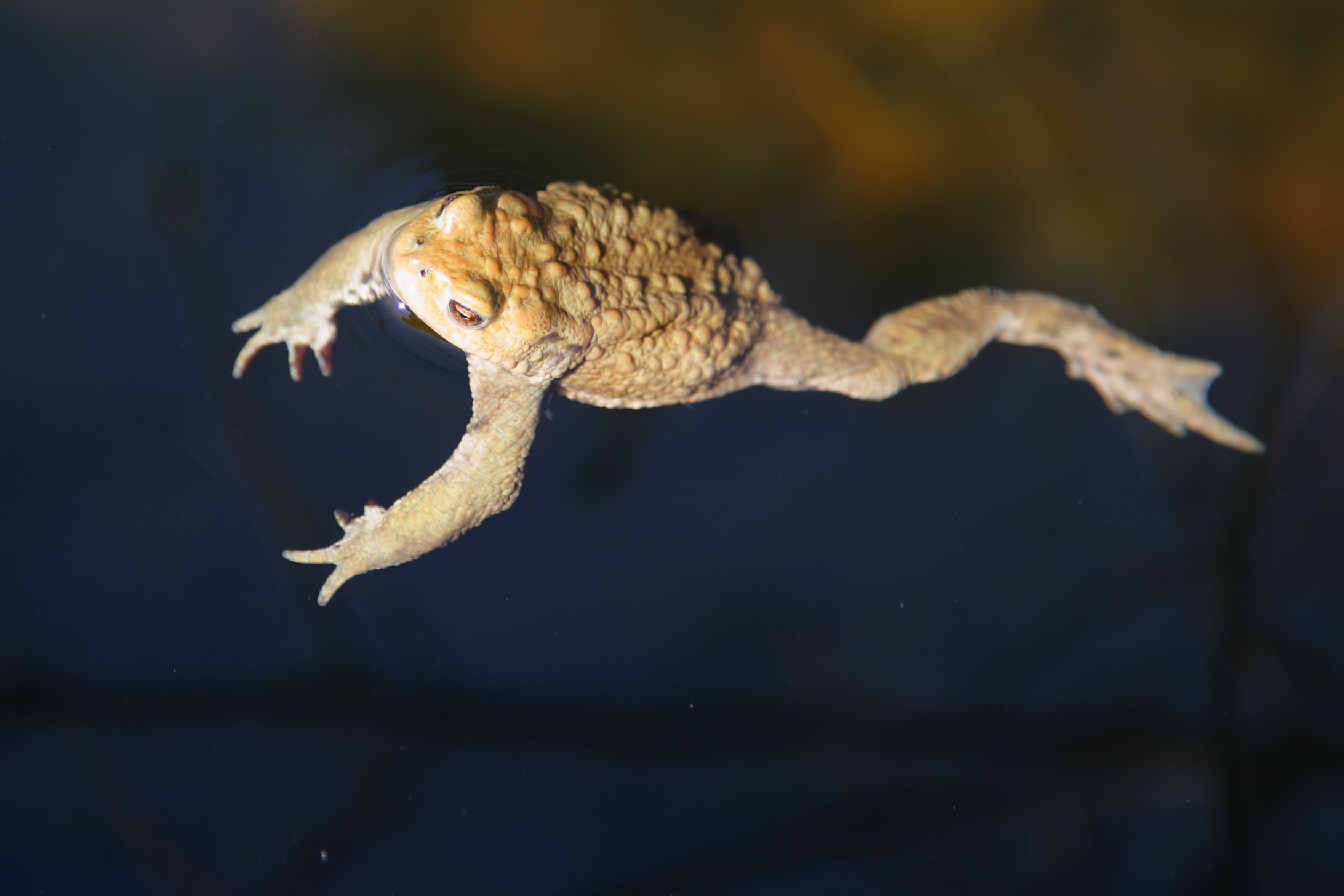
Treibende Erdkröte im Neuen Teich